# Thành Imabari
Thành Imabari (今治城 (Kim Trị thành) Imabari-jō) là một tòa thành Nhật Bản ở Imabari, Ehime, Nhật Bản. Tòa thành này được biết đến như là một trong ba Mizujiro, hay "Các tòa thành trên biển", ở Nhật Bản, cùng với Thành Takamatsu ở tỉnh Kagawa và Thành Nakatsu ở tỉnh Oita.

## Lịch sử
Tòa thành này được xây dựng bởi Tōdō Takatora, một daimyo địa phương. Ông đã thu thập kiến thức và kỹ thuật cao để xây dựng tòa thành từ năm 1602 đến năm 1604 để xây dựng tòa thành của riêng ông. Tòa thành chính ban đầu để cai quản khu vực là Thành Kokufu nằm trên đỉnh núi Karako. Tuy nhiên, Takatora nghĩ Thành Kokufu không phải là nơi tốt nhất để quản lý khu vực, do đó, ông bãi bỏ tòa thành cũ và tạo ra một tòa thành mới, Thành Imabari.
Năm 1635, tòa thành này và dinh thự Imabari được kế vị bởi Matsudaira Sadafusa, cháu của Tokugawa Ieyasu. Sau đó, ông và các con cháu của ông trị vì ở thời Edo.
Theo lệnh của Chính phủ Minh Trị, tất cả các tòa nhà liên quan đến tòa thành đã bị phá hủy. Và quyền sở hữu đất đã được bán cho đền Shinto địa phương. Năm 1980, chính quyền thành phố Imabari đã xây dựng tháp donjon mới trong tòa thành.

## Đặc điểm
Thành Imabari có một hào nước biển rộng lớn, một bức tường đá cao và một phong cách cửa khẩu chính hiếm hoi. Các hào cao trung bình 60 mét và có ý định trung hòa các mũi tên. Hầu như tất cả các phần của bức tường đá cao vẫn không thay đổi kể từ thời Edo. Cổng chính, Cổng chính Kurogane (鉄 御 門 Kurogane-gomon?), Được mạ kẽm và bên cạnh tháp pháo.